# Formação Rio Bonito
A Formação Rio Bonito é uma formação geológica da Bacia do Paraná de idade permiana. É representada por uma sucessão sedimentar cíclica de pacotes de arenitos, siltitos e folhelhos sendo portadora de extensos depósitos de carvão mineral que é extraído desde o século XIX. A Formação Rio Bonito foi depositada num ambiente costeiro, formado por rios, deltas, baías e estuários com planícies de marés, ilhas de barreira e plataforma marinha rasa, numa época em que a Bacia do Paraná era um grande golfo do antigo supercontinente Gondwana. Este golfo estava aberto à sudoeste, para o antigo oceano Panthalassa. A faixa de afloramentos da Formação Rio Bonito ocorre principalmente na borda leste da Bacia do Paraná, em uma estreita faixa nos estados de São Paulo, Paraná, Santa Catarina, Rio Grande do Sul e no Uruguai. A Formação Rio Bonito pertence à supersequência estratigráfica de segunda ordem denominada Supersequência Gondwana I.

## Bens minerais
Carvão: Os recursos identificados de carvão mineral em arenitos da Formação Rio Bonito, localizados no território brasileiro, ultrapassam 32 bilhões de toneladas, principalmente nos estados do Rio Grande do Sul e Santa Catarina e, subsidiariamente, no Paraná e São Paulo. As jazidas brasileiras de maior importância são oito: Sul-Catarinense (SC), Santa Terezinha, Chico Lomã, Charqueadas, Leão, Iruí, Capané e Candiota (RS).
Os primeiros estudos realizados para avaliação do potencial dos carvões da Formação Rio Bonito datam de 1841, quando a presença de "carvão de pedra" foi constatada por técnicos e cientistas brasileiros e estrangeiros em missão do Governo Imperial Brasileiro. Em 1908 foi publicado o Relatório White, por Israel Charles White, chefe da Comissão de Estudos das Minas de Carvão de Pedra do Brasil, cujo objetivo era identificar a potencialidade dos carvões brasileiros. Este relatório foi um grande marco para o conhecimento da geologia da Bacia do Paraná, sendo considerado o “marco zero” na sistematização estratigráfica da mesma. A denominação Rio Bonito foi dada por White ao estudar os afloramentos de rochas desta formação na região do Rio Bonito, um rio situado no sul do estado de Santa Catarina.
Gás metano de carvão: A extração de gás metano aprisionada em camadas de carvão (Coalbed Methane) já é realizada comercialmente nos Estados Unidos e no Canadá. As camadas de carvão da Formação Rio Bonito são potencialmente produtoras de gás metano. Estudos realizados na Jazida Santa Terezinha, localizada na região nordeste do Rio Grande do Sul e situadas a profundidades entre 400 e 1000m, indicam reservas de gás de cerca de 5,5 bilhões de metros cúbicos.
Urânio: Em 1969 foi descoberta uma jazida de urânio em arenitos, argilas carbonosas e carvões da Formação Rio Bonito. Localizado no município de Figueira, no estado do Paraná, a descoberta desta jazida foi resultado de um levantamento sistemático de carvões na Bacia do Paraná, no sul e sudeste do Brasil. As reservas são de cerca de 8.000 t de U3O8 e correspondem a aproximadamente 3% das reservas brasileiras.
Potencial petrolífero: Apesar dos arenitos da Formação Rio Bonito serem possíveis reservatórios de petróleo, até o momento somente foram encontradas ocorrências sub-comerciais de óleo, em poços perfurados na região sul do Brasil.

## Flora Glossopteris

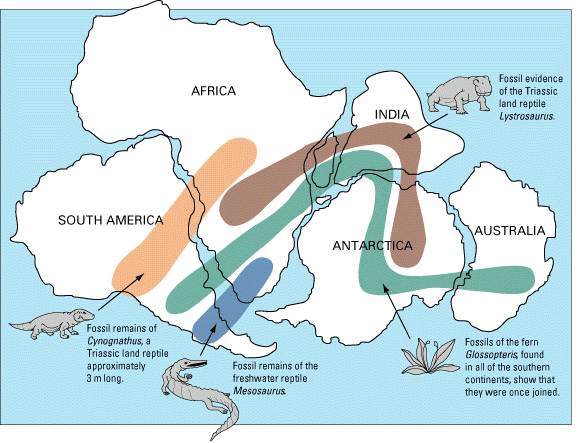
Distribuição geográfica dos fósseis gondwânicos (clique para ampliar e ver mais detalhes, em inglês).

A flora Glossopteris é considerado um fóssil guia mundial para as sequências gondwânicas, tendo se desenvolvido e tornado a flora meridional dominante do Período Permiano ao início do Triássico, tendo se extinguido no final deste período. Esta flora não só é o principal conteúdo fossilífero dos carvões da Formação Rio Bonito, como dos carvões extraídos na Austrália e na África do Sul. O primeiro trabalho a registrar a ocorrência de horizontes megaflorísticos associados às camadas de carvão dentro de um enfoque paleogeográfico e paleoclimático, na Bacia do Paraná, foi o estudo realizado por White em 1908. Isto permitiu uma extensa correlação intra-gondwânica entre os depósitos carboníferos do sul do Brasil e aqueles registrados na África do Sul, na Austrália, Índia e Antártida, mostrando inclusive que esta última já esteve em paleolatitudes menos próximas do polo sul do que atualmente, permitindo a ocorrência de uma extensa flora.

## Coluna White
Afloramentos de excelente qualidade da Formação Rio do Bonito ocorrem na Coluna White, localizada na Rodovia SC-438, entre os municípios de Lauro Müller e Bom Jardim da Serra, no estado de Santa Catarina, Brasil.